# 李士瓚
李士瓚，江蘇省蘇州府昭文縣人，清朝政治人物。進士出身。
光緒二年（1876年），參加丙子恩科會試，得貢士第258名。殿試登進士2甲第79名。同年五月（6月3日），著分六部學習。